# Trogoderma
Os Trogoderma constituem um gênero de besouros.

## Espécies
- Trogoderma angustum
- Trogoderma glabrum
- Trogoderma granarium
- Trogoderma inclusum
- Trogoderma megatomoides
- Trogoderma quinquefasciatum
- Trogoderma variabile
- Trogoderma versicolor